# 킹피셔 항공
킹피셔 항공(영어: Kingfisher Airlines)은 인도의 항공사이다. 2004년에 설립되어 국내선 노선으로 운항한 것을 시작으로 2007년에 국제선 진출을 했으나, 경영난으로 인해 현재는 운항이 중지되고 말았다.

## 역사

### 킹피셔 항공
2004년 인도의 맥주 회사인 유나이티드 블루리드사에 의해 설립해 2005년 5월 국내선에 취항했다. 이후 빠르게 성장했고 항공기를 다수 주문하고 있다.
2007년 2월, 에어버스 A380-800 항공기를 구매하는 계약을 맺었다. 따라서 인도와 미국 사이에 국제선을 취항시킬 예정이다. 또한 런던과 홍콩, 두바이등에 중장거리 국제선 3클래스로 운항하고 있으며, 2004년 설립 신흥 항공사로 스카이 트랙스에서 항공사 등급에서 세계적으로 유명한 싱가포르 항공과 캐세이퍼시픽 항공과 정렬 5 성급이있는 세계에서 몇 안되는 항공사에 속한다.
2010년 2월 23일 원월드에 가입한다고 정식 발표했다.

### 에아데칸
에아데칸(영어: Air Deccan)은 2003년 8월에 설립된 저가 항공사로 당시 인도의 국내선 노선만 취항했다.
2005년 본거지가 같은 저가 항공사의 자본 참가를 표명했다. 2007년 12월부터 2008년 3월까지 에아데칸과 합병하는 것을 발표했다. 따라서 인도에서 제2위 규모의 항공사가 되었다.
에아데칸으로 운항되고 있었다가 항공편은 킹피셔 레드란 킹피셔 항공의 저가 서비스의 하나로 통합되었다.

### 경영 부진
최근이 회사는 경영 부진이 이어 2011년 7월부터 9월까지 결산에서 약 70억원의 적자를 기록하는 등 경영난에 시달리고 있다. 같은 해 11월 실적이 저조한 노선을 중심으로 약 200편의 운항 노선 정지를 단행 했으며 2012년 1월 자회사인 킹피셔 레드 회사 영업을 중지했다. 또한 2011년 10월에 산하 F1팀인 포스 인디아의 일부 지분을 매각했다.
하지만 경영 상황은 계속 나빠지고 있으며 2012년 2월 다시 대규모 운행 휴지를 하면서 항공 동맹인 원월드에 정식 가입이 연기되고 있다. 같은 해 3월 7일 국제 항공 운송 협회에서 자사의 항공권 발권 중지를 발표해 같은 해 3월 21일에 3월 25일부터 국제선 노선 운항을 전면 중지 시키고3월 24일에 결항 항공권 환불이 어려워 졌다고 보도되는 등 상황은 몰락의 길로 걷고 있다.
현재 런던 히드로 공항을 운항했던 에어버스 A330-200 항공기는 현재 압류되었고 보유 항공기도 절반 이상 줄었다. 한편 같은 해 10월 운항이 중지된데 이어 2013년 2월에 인도 정부는 항공사에 면허 박탈을 발표했다.

## 운항 노선
- 2012년 4월 기준으로 킹피셔 항공은 다음과 같은 노선을 운항하고 있으며 현재 경영난으로 인해 일부 노선 운항이 중단되었다.[9]

### 코드쉐어 협정
- 킹피셔 항공은 다음과 같은 항공사와 코드쉐어 협정을 하고 있다.

| - 아메리칸 항공, 핀에어(원월드) - 필리핀 항공 |

## 보유 기종
- 2012년 4월 기준으로 당시 킹피셔 항공은 다음과 같은 기종을 보유하고 있으나 경영난으로 인해 기종이 절반 이상 감축 되었다.[12]

## 같이 보기
- 인도의 항공사 목록
- 인도의 교통

## 사진

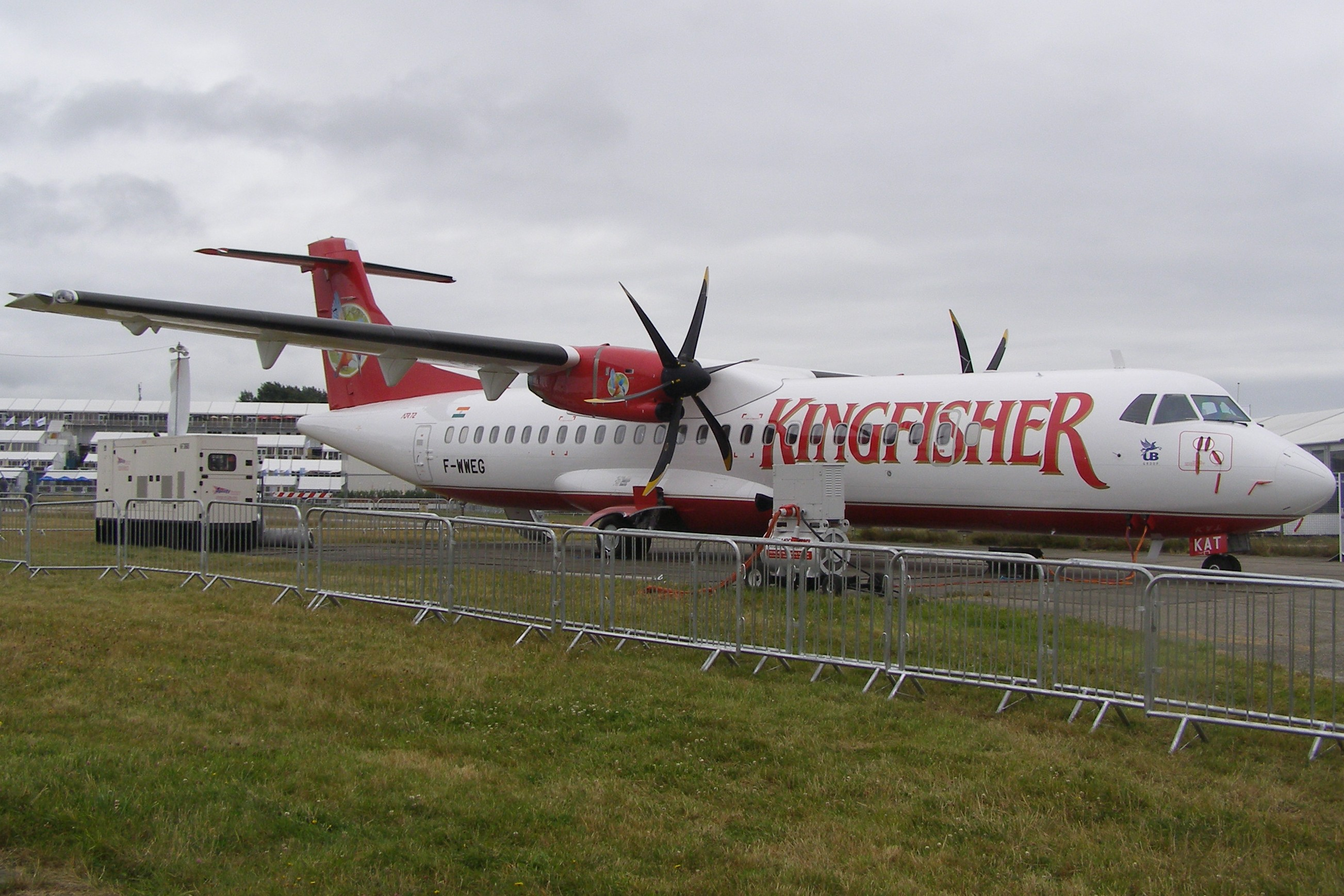
킹피셔 항공의 ATR 72-500
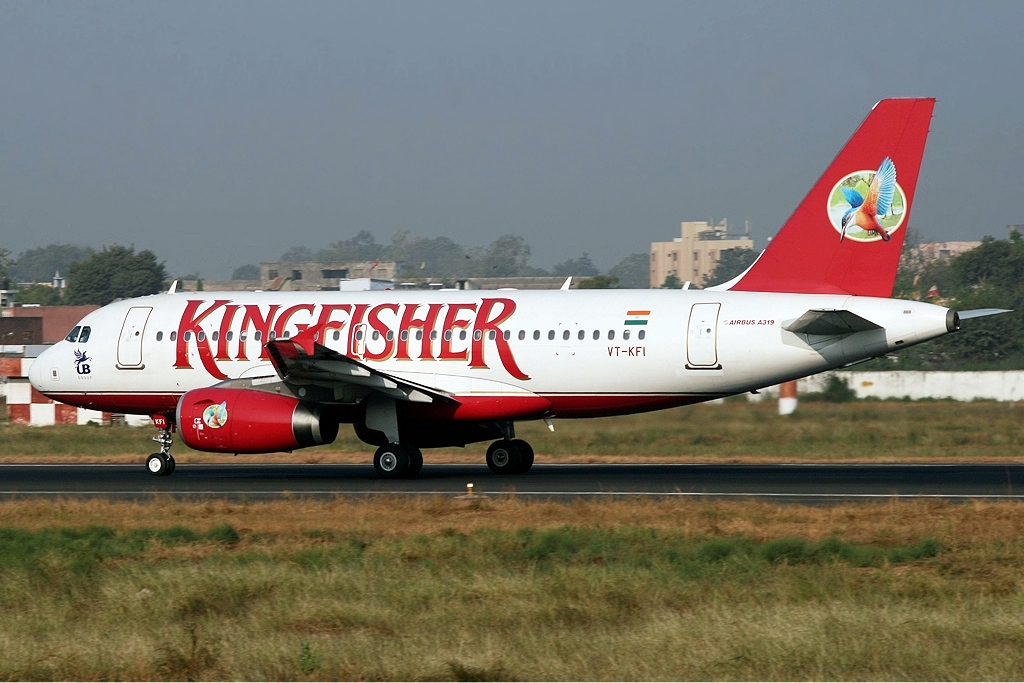
킹피셔 항공의 에어버스 A319-100
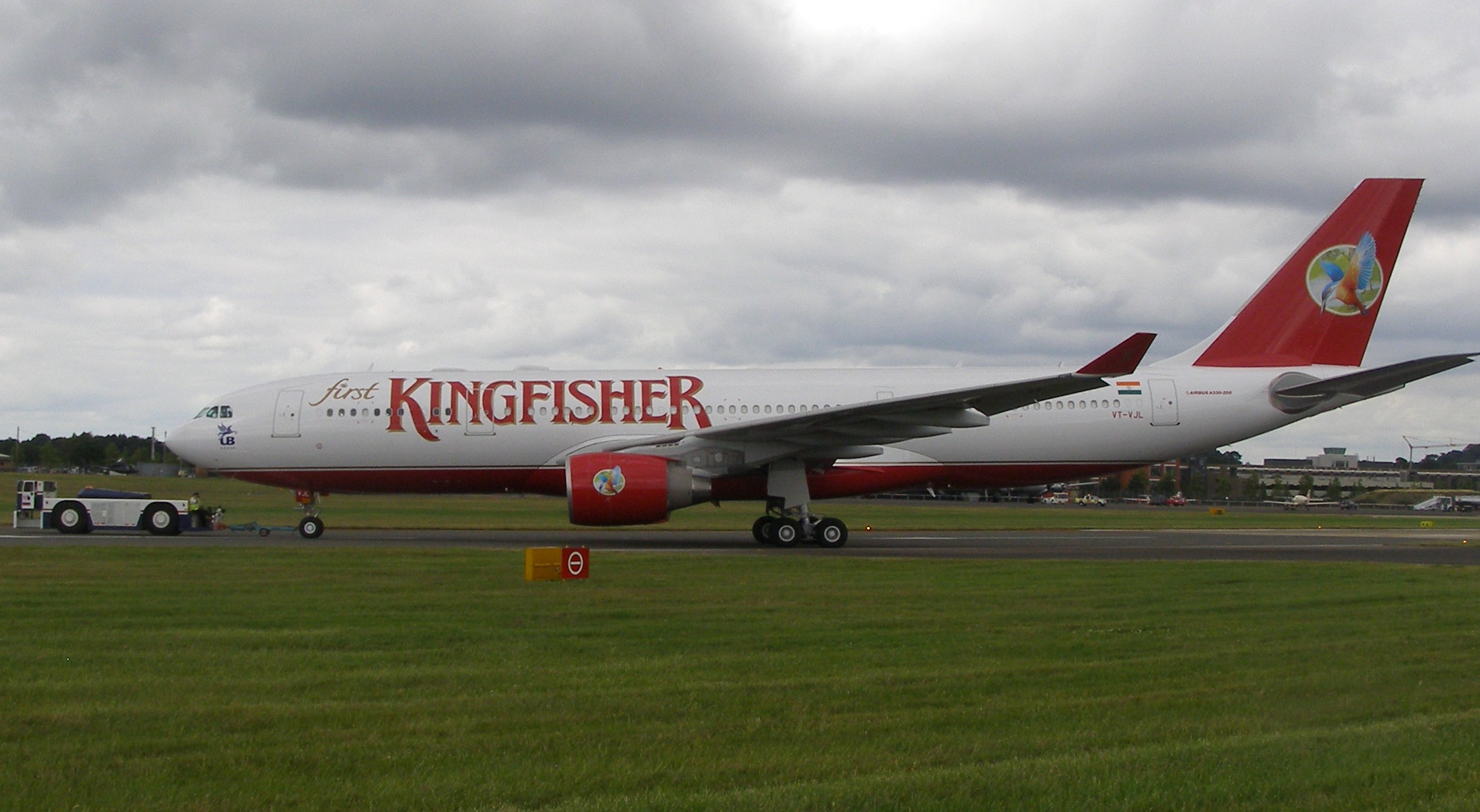
킹피셔 항공의 에어버스 A330-200